# さいゆ〜き
さいゆ～き（1982年1月18日 - ）は、日本のAV監督・実業家。株式会社V&Rプランニング代表取締役、有限会社V&Rプロダクツ代表取締役、有限会社ブラッドワークス代表取締役、株式会社V&R PRODUCE代表取締役。本名、佐井ゆき。

## 略歴
- 2007年、V&Rプランニングに入社[1]。
- 2012年、AV監督デビュー[1]。
- 2013年4月1日、代表取締役に就任。

## 人物
- インド生まれで、インド人の父と日本人の母のハーフ。3歳のとき来日[1]。
- 安達かおるに師事[1]。
- 監督作品は、スカトロものが中心。

## 出演
- 『ダラケ! ～お金を払ってでも見たいクイズ～』シーズン8 第1回「女性AV監督」ダラケ（BSスカパー!、2016年7月14日）

- 映画『YARIMAN HUNTER』（2022年11月25日公開、企画・原案:横須賀歌麻呂） - R-18指定[3][4]

## 監督作品
2012年
- 学園セクハラスカトロドラマ 脱糞学級（V&Rプランニング、2012年2月17日）
- 脱糞レストラン（V&Rプランニング、2012年6月15日）
- 学園セクハラスカトロドラマ 脱糞学級2（V&Rプランニング、2012年8月18日）
- 給尿器 コップで、直で、新鮮オシッコをご家庭で（V&Rプランニング、2012年10月19日）

2013年
- 脱糞中華レストラン おいしく食べれるスカトロドラマ＠中華編（V&Rプランニング、2013年1月18日）
- 女子便所でやってみたいことベストテン（V&Rプランニング、2013年4月19日）
- 高身長お姉さんとS学生のショタスカドラマ ゆうたくんのスカトロ大冒険（V&Rプランニング、2013年6月21日）
- 脱糞ファミリーレストラン（V&Rプランニング、2013年9月20日）
- 私立人間便器学園（V&Rプランニング、2013年11月15日）

2014年
- 女子校生にやられてみたいことベストテン（V&Rプランニング、2014年3月21日）
- ボランティア課外授業で介護される老人たちが●学生にねっとり唾液接吻の加齢臭責め（V&Rプランニング、2014年5月22日）
- 脱糞ファーストフード（V&Rプランニング、2014年6月20日）
- 私立肛門開発学院～入肛生募集中～（V&R PRODUCE、2014年8月8日）
- 人間便器株式会社（V&Rプランニング、2014年8月14日）
- 「私の妻を媚薬アナルエステで犯してください...」アナルは浮気じゃないと言い切る寝取られ願望のある旦那たち（V&R PRODUCE、2014年10月10日）
- おもらし学級（V&Rプランニング、2014年10月17日）
- ジャパニーズポップカルチャー大好き！日本のAV女優に憧れてイタリアからやってきた美少女ヴィクトリア・ユキ 21歳 Debut!!（V&R PRODUCE、2014年11月14日）
- 毎日中出しで長生き保証付き！性処理老人ホーム（V&R PRODUCE、2014年12月12日）
- 肛門アナリスト検定講座（V&R PRODUCE、2014年12月12日）

2015年
- 脱糞料亭（V&Rプランニング、2015年1月21日）
- ヴィクトリア・ユキ 人生初の露出羞恥プレイ 野外サバイバルスタンプラリー（V&R PRODUCE、2015年2月13日）
- 憧れの女子アナをスマホで強制操作 公開羞恥生放送（V&R PRODUCE、2015年3月13日）
- 絶対服従教育 肉便器●等学院（V&R PRODUCE、2015年4月10日）
- 美脚・美尻生保レディのパンスト営業マニュアル（V&R PRODUCE、2015年5月8日）
- 県立某大学に勤務する地味で真面目な図書館秘書が1本限りの奇跡のAVデビュー　春日優子（V&R PRODUCE、2015年6月12日）
- 脱糞メイドカフェ（V&Rプランニング、2015年6月19日）
- PMS（月経前症候群）の治療に来た人妻に媚薬を仕込み性欲絶頂寝取られアクメ（V&R PRODUCE、2015年7月10日）
- 家族連れで旅館に来たウブな少女に父母たちの目を盗んでワレメグチョ濡れ性感マッサージ（V&R PRODUCE、2015年7月10日）
- 時間よ止まれ！～いつでもどこでもスカトロ天国～（V&Rプランニング、2015年7月17日）
- キモメンたちと同棲生活　花城あゆ（V&R PRODUCE、2015年8月14日）
- 「私は家族を愛してます。」亡き母の代わりに毎日男家族の性処理係をしています。 みなみもえ（V&R PRODUCE、2015年9月11日）
- 処女膜検診（V&R PRODUCE、2015年9月11日）
- 「実は私、処女なんです。」厳格な家庭で育った箱入りお嬢様が婚約者についた嘘を本当にするために1本限りの奇跡のAVデビュー　君島佳子（V&R PRODUCE、2015年10月9日）
- 「私のリアルな下着姿を誰かに見てほしいの...」　杏堂怜（V&R PRODUCE、2015年11月13日）
- 「お兄ちゃんと呼んでもいいですか？」妻の妹がこっそり僕を誘惑...寝取り女子校生　葉山美空（V&R PRODUCE、2015年12月11日）

2016年
- タイトスカートのお姉さんは好きですか？ タイトミニからのぞく美脚と三角地帯...　内村りな（V&R PRODUCE、2016年1月8日）
- おじさんが好き♥　原美織（V&R PRODUCE、2016年2月12日）
- 人間便器病棟（V&Rプランニング、2016年2月19日）
- お隣さんから風でとばされてきたパンティを届けたら、無防備な姿の美しすぎる人妻が出てきて...　波多野結衣（V&R PRODUCE、2016年3月11日）
- 時間よ止まれ！SP 宮地さくら 桃原茜 芹那ゆい よ止まれ！ ～いつでもどこでもスカトロ天国～（V&Rプランニング、2016年3月18日）
- V&R 2015 下半期 BEST（V&R PRODUCE、2016年4月8日）
- 他人棒でしか興奮できない欲求不満女たちの浮気SEX 寝取り寝取られ欲情SEX厳選30名（V&R PRODUCE、2016年4月8日）
- 1本限りの奇跡のAVデビュー わけあり新人たち「これが最初で最後にしてください...」（V&R PRODUCE、2016年4月8日）
- 腸汁噴射シャワー 糞尿撒き散らし 高身長ポールダンサー　シルビア麻耶（V&Rプランニング、2016年7月15日）
- 脱糞レストラン 超・完全5時間DX（V&Rプランニング、2016年8月19日）
- おもらし女学院 私たちのパンツの中の秘密…（Ｖ＆Ｒプランニング、2016年12月16日）

2019年
- 脱糞メイドカフェ まこのケツ穴ひり出しマスカットロパフェはいかがですか？ 前多まこ（V&Rプランニング、2019年10月24日）

2020年
- 「頑張るから…お兄ちゃん、私を愛して…」僕に一途な処女の妹が拒みながらも懸命にベロキス/耳舐め/唾液責め/フェラ/精子ごっくん！全身隅々まで舐めまわして密着生挿入！初体験にも関わらず僕に抱きつきながら自ら激ピストン！… 奏音かのん（V&Rプランニング、2020年7月27日）
- 「先生って、ホントに変態さんですわね…」インテリ生徒が僕を丁寧淫語でオナニーサポート！黒パンスト穿いた美脚で足コキ/尻コキ/濃厚フェラ/素股/相互オナニー！自ら愛液まみれの優秀マ○コに騎乗位挿入すると敏感すぎて何度も痙攣絶頂！奏音かのん（V&Rプランニング、2020年8月17日）
- 私立・人間便器学院 絶対服従M男育成クラス 前多まこ 食糞/飲尿/飲ゲロ/唾液/咀嚼/糞尿口移し/スカコキ/スカフェラ/ペニバン責め（V&Rプランニング、2020年9月25日）

2021年
- 脱糞中華レストラン 天音うらん 食糞/飲尿/飲ゲロ/飲浣腸/糞尿口移し/スカフェラ/咀嚼/尻コキ（V&Rプランニング、2021年4月24日）

2022年
- 美人歯科衛生士がスカトロ治療 脱糞デンタルクリニック 愛沢玲香（V&Rプランニング、2023年10月6日）

2023年
- 美人歯科衛生士がスカトロ治療 脱糞デンタルクリニック 花咲あいら（V&Rプランニング、2023年1月28日）
- 糞尿マッサージで最上級の癒しを… 脱糞メンズエステ 愛沢玲香（V&Rプランニング、2023年4月24日）
- 時間よ止まれ！～いつでもどこでもスカトロ天国～ 及川貴和子よ止まれ！(V&Rプランニング、2023年06月04日)